# Rousset-les-Vignes
Rousset-les-Vignes ist eine Gemeinde mit 275 Einwohnern (Stand 1. Januar 2022) in Südfrankreich im Département Drôme in der Region Auvergne-Rhône-Alpes.
Die Rebflächen des Ortes liegen im südlichen Weinbaugebiet Rhônetal. Die Weine dürfen unter den Herkunftsbezeichnungen Côtes du Rhône sowie der qualitativ strikteren Côtes du Rhône Villages vermarktet werden.

## Bevölkerungsentwicklung
| Jahr                       | 1962 | 1968 | 1975 | 1982 | 1990 | 1999 | 2009 | 2016 |
| -------------------------- | ---- | ---- | ---- | ---- | ---- | ---- | ---- | ---- |
| Einwohner                  | 237  | 228  | 216  | 257  | 257  | 254  | 289  | 293  |
| Quellen: Cassini und INSEE |      |      |      |      |      |      |      |      |